# Czyżew Kościelny
Czyżew Kościelny – część miasta Czyżewa w Polsce położona w województwie podlaskim, w powiecie wysokomazowieckim, w gminie Czyżew.
Stanowi północną część miasta. Jest to jedyna część miasta położona na północnym brzegu rzeki Brok.
Stał się częścią Czyżewa, w związku z przywróceniem mu statusu miasta 1 stycznia 2011, kiedy to prawie cały obręb ewidencyjny Czyżew Kościelny (74,46 ha) włączono w granice nowego miasta.
W latach 1975–1998 miejscowość administracyjnie należała do województwa łomżyńskiego.

## Urodzeni w Czyżewie Kościelnym
- Marian Sokołowski, historyk sztuki, konserwator zabytków i muzeolog[5].